# Villasilos
Villasilos es una aldea española perteneciente al municipio de Castrojeriz, en la comunidad autónoma de Castilla y León (provincia de Burgos). Cuenta con 86 habitantes (2013) Se sitúa a 4 km de la cabecera del municipio.

## Demografía
| Gráfica de evolución demográfica de Villasilos entre 1842 y 1970 |
| |
| Población de derecho según los censos de población del INE Población de hecho según los censos de población del INEEntre el censo de 1981 y el anterior, este municipio desaparece porque se integra en el municipio Castrojeriz. |